# Nelson Eddy

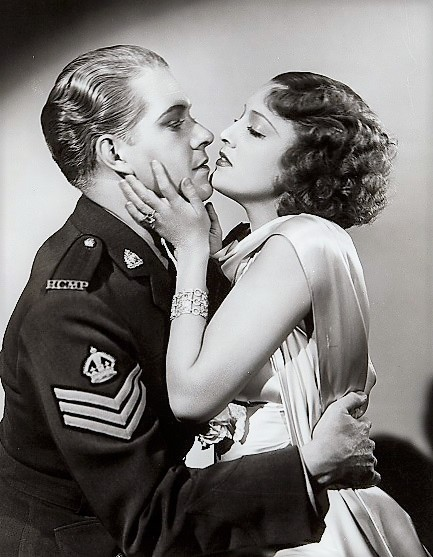
Nelson Eddy und Jeanette MacDonald in Rose-Marie (1936, Foto von Elmer Russell Ball)

Nelson Ackerman Eddy (* 29. Juni 1901 in Providence, Rhode Island; † 6. März 1967 in Miami Beach, Florida) war ein US-amerikanischer Opernsänger (Bariton) und Filmdarsteller. Seine größte Popularität erlangte Eddy durch acht gemeinsame Filmauftritte mit Jeanette MacDonald, mit der er in den 1930er und 1940er Jahren ein festes Leinwandpaar bildete.

## Leben
Nelson Eddy studierte schon als Kind Gesang und 1924 siegte er in einem Wettbewerb und erlangte damit die Möglichkeit, vor der Philadelphia Opera Society aufzutreten. Der Dirigent der Philadelphia Civic Opera, Alexander Smallens, begann Eddy auszubilden und zu fördern. Ende der 1920er Jahre trat Eddy mit der Philadelphia Civic Opera Company auf und sang ein breites Repertoire von 28 Opernrollen, darunter Le nozze di Figaro. Daneben trat Eddy auch mit der Savoy Company auf, die populäre Operetten von Gilbert & Sullivan produzierte. Eddy studierte kurze Zeit bei David Bispham, um später zu William Vilonat zu wechseln. 1927 ging er gemeinsam mit seinem Lehrer nach Dresden, das unter amerikanischen Sängern damals als unerlässliche Ausbildungsstation galt. Ein Engagementangebot bei einer kleinen deutschen Oper lehnte Eddy dann jedoch ab und kehrte in die Vereinigten Staaten zurück, wo er in den folgenden sieben Jahren eine Konzertkarriere verfolgte und nur selten auf Opernbühnen auftrat. 1928 wurde Theodore (Ted) Paxson sein Klavierbegleiter und Freund. Die enge Zusammenarbeit hatte bis zu Eddys Tod Bestand. Der Sänger wechselt auch in späteren Jahren häufig seine Lehrer und probierte immer wieder neue Gesangstechniken. In seinem Wohnhaus betrieb er ein Aufnahmestudio, in dem er seine eigenen Auftritte studierte. Die Aufnahmetechnik faszinierte ihn so sehr, dass zu Walt Disneys Animationsfilm The Whale Who Wanted to Sing at the Met (Make Mine Music) selbst entwickelte Drei-Stimmen-Harmonien (Sopran, Tenor, Bariton) beitrug.

### Filmkarriere
Die Filmindustrie in Hollywood wurde auf Nelson Eddy aufmerksam, als er in einem ausverkauften Konzertsaal in Los Angeles am 28. Februar 1933 in letzter Minute als Ersatz für Lotte Lehmann einsprang. Auf seinen Auftritt folgten 18 Vorhänge und mehrere Filmangebote. Eddy unterzeichnete einen siebenjährigen Vertrag mit Metro-Goldwyn-Mayer, der ihm pro Jahr drei Monate Konzertreisen ermöglichte. Konzertauftritte wurden für Eddy mit dem Filmruhm zunehmend lukrativ; auf Opernbühnen hingegen sang er nur noch vereinzelt. Eddy gab sein Debüt 1933 in Ich tanze nur für Dich, einem Revuefilm, der das populäre Duo Joan Crawford und Clark Gable herausstellte. Der Tänzer Fred Astaire hatte in dem opulenten Streifen ebenfalls seinen ersten Auftritt im Tonfilm. Die Produzenten von MGM wussten zunächst nicht, was sie mit Eddy anfangen sollten, setzten im ersten Film lediglich seine Stimme ein und ließen ihn auch in den folgenden nur für einzelne Lieder auftreten. Da das Publikum darauf günstig reagierte, erhielt Eddy 1935 neben Jeanette MacDonald die männliche Hauptrolle in der Adaption von Victor Herberts Operette Tolle Marietta. Der Film war ein Überraschungserfolg mit dem Erkennungslied Ah! Sweet Mystery of Life. Der Film wurde für einen Oscar nominiert, erhielt einen Photoplay Award und wurde von den New York Film Critics zu einem der zehn besten Filme des Jahres 1935 gewählt.
MGM produzierte in den folgenden Jahren sieben weitere Filme mit dem Leinwandpaar MacDonald/Eddy. Das Publikum reagierte positiv auf die meist sehr aufwändig produzierten Operetten. Zu den größten Erfolgen gehörten Rose-Marie von 1936, in dem Eddy die beiden populären Lieder Song of the Mounties und Indian Love Call singt. Den größten finanziellen Erfolg hatten die beiden Stars 1937 mit dem Film Maienzeit, der über 4 Millionen US-Dollar an der Kinokasse einspielte. Der Song Will You Remember brachte ihm eine weitere Goldene Schallplatte ein. Singende Herzen von 1938 war der erste Film, den MGM im Drei-Streifen-Technicolor-Verfahren produzierte. Der Film, der unter anderem den Photoplay Award gewann, erzählt als Komödie die Abenteuer eines Bühnenpaares, das seit Jahren in der gleichnamigen Operette von Victor Herbert auftritt. Das Drehbuch wurde von Dorothy Parker verfasst und spielt als erster Film der beiden Stars in der Gegenwart. Nelson Eddy trat in den Jahren auch mit anderen Hauptdarstellerinnen auf, so in Rosalie mit Eleanor Powell und Balalaika, wo er neben Ilona Massey auftrat. The Chocolate Soldier war die Adaption einer Wiener Operette von Ferenc Molnár. Neben der Met-Sängerin Risë Stevens erschien Eddy darin in einer Doppelrolle. Es dauerte bis 1940, ehe die beiden Sänger erneut mit New Moon, der Adaption eines Musicals von Sigmund Romberg auf die Leinwand zurückkehrten. Im selben Jahr drehten die beiden noch Bitter Sweet, eine in Technicolor produzierte Filmversion der gleichnamigen Operette von Noël Coward. Nach dem finanziellen Reinfall von I Married an Angel beschlossen beide Stars, ihre Verträge mit MGM zu kündigen. 1942 verließen Nelson Eddy und Jeanette MacDonald MGM. 1943 unterzeichnete Eddy bei Universal einen Vertrag für 2 Filme: Phantom der Oper und Follow the Boys. Dem aufwändig in Technicolor produzierten Filmmusical Phantom der Oper lagen neben dem bekannten Roman von Gaston Leroux Songs von Edward Ward zugrunde. Eddy trat darin neben Susanna Foster und Claude Rains auf, war mit dem Film anschließend aber so unzufrieden, dass er die laufenden Dreharbeiten für Follow the Boys, in dem er erneut an der Seite von Jeanette MacDonald zu sehen gewesen wäre, abbrach und die Universal verließ.
Für seine letzten Filme ging Eddy bei wechselnden Produktionsgesellschaften unter Vertrag. Knickerbocker Holiday beruhte auf einem populären Musical von Kurt Weill und Maxwell Anderson. Neben Charles Coburn und Constance Dowling erschien Eddy darin in der Rolle eines jungen Zeitungsverlegers, der im 17. Jahrhundert in Nieuw Nederland mit der Politik in Konflikt gerät. Für den Walt-Disney-Animationsfilm Make Mine Music vertonte Eddy 1946 die Sequenz The Whale Who Wanted to Sing at the Met. Unter Benutzung einer Technik, die er in seinem Heimstudio entwickelt hatte, sang Eddy für den Soundtrack mehrstimmige Stücke (u. a. ein Sextett) selbst und sang dabei alle Stimmlagen von Bass bis Sopran. Unter dem Titel The Operatic Whale brachte RKO diese Sequenz 1954 als Kurzfilm erneut heraus. In seinem letzten Kinofilm, dem Western Ich kann mein Herz nur einmal verschenken trat Eddy erneut neben Ilona Massey auf.

### Schallplattenaufnahmen
Von 1935 bis 1964 spielte Nelson Eddy mehr als 290 Schallplatten ein, darunter Songs aus seinen Filmen, Opernarien, Operetten- und Volkslieder und Schlager. In den Jahren 1935–1938 waren Eddy und MacDonald bei RCA Victor gemeinsam unter Vertrag, was es ihnen ermöglichte, auch die populären Duette aus ihren gemeinsamen Filmen einzuspielen. Dieses Album brachte ihnen eine Goldene Schallplatte ein. 1938 unterzeichnete Eddy einen Vertrag bei Columbia Records, der die Schallplattenvermarktung dieses Duetts beendete. Erst 1957 kam noch einmal eine von Eddy und MacDonald gemeinsame besungene Schallplatte heraus.

### Radio-, Fernseh- und Clubauftritte
Von Mitte der 1920er Jahre bis zu seinem Tod trat Nelson Eddy mehr als 600-mal im Hörfunk auf. Neben seinen vielen Gastauftritten moderierte er eine Reihe von Programmen selbst (z. B. The Voice of Firestone, 1936; Vicks Open House, 1936; The Chase and Sanborn Hour, 1937–39; Kraft Music Hall, 1947–48). 1942/43 hatte er bei CBS eine eigene Show. Eddy nutzte seine Radioshows häufig, um die Karrieren junger Sänger zu fördern. Von 1952 an trat Eddy als Gaststar häufig auch im Fernsehen auf.
Da Konzertauftritte nach der Verbreitung des Fernsehens an Rentabilität verloren, kam Eddy in den frühen 1950er Jahren zu dem Entschluss, zur langfristigen Sicherung seiner Einkünfte eine Varieté-Nummer (nightclub act) zu entwickeln, mit der er an wechselnden Veranstaltungsorten auftreten konnte. Die Nummer hatte ihre Premiere im Januar 1953. Eddys Bühnenpartner waren die Sängerin Gale Sherwood und der Pianist Ted Paxson. Die Shownummer war beim Publikum außerordentlich erfolgreich, bestand 15 Jahre lang und erlebte vier Tourneen nach Australien. Jeanette MacDonalds Tod nahm Nelson Eddy emotional stark mit. Während eines Auftritts im Sans Souci Hotel in Palm Beach, Florida brach er infolge einer Hirnblutung auf der Bühne zusammen. Wenige Stunden später, in den frühen Morgenstunden des 6. März 1967, starb er. Eddy ist auf dem Hollywood Forever Cemetery neben seiner Ehefrau Ann, die ihn um 20 Jahre überlebte, begraben.

### Privatleben
1939 heiratete Nelson Eddy Ann Denitz Franklin, die zuvor mit dem Regisseur Sidney Franklin verheiratet gewesen war und ihren Sohn, Sidney jun., in die Ehe mitbrachte. Eigene Kinder gingen aus dieser Ehe, die bis zu Eddys Tod im Jahre 1967 bestand, nicht hervor. Seit den späten 1930er Jahren soll Eddy eine Liebesbeziehung mit seiner Filmpartnerin Jeanette MacDonald eingegangen sein. Unter den Anhängern des Paares wird diese These heftig und sehr kontrovers diskutiert. Eine Biografin des Leinwandpaares, Sharon Rich, vermutet in ihrem Buch, MGM-Chef Louis B. Mayer habe MacDonalds Heirat mit Gene Raymond arrangiert, um eine Ehe zwischen MacDonald und Eddy zu verhindern.

## Wirkung
Im Laufe seiner 40-jährigen Karriere wurde Eddy mit drei Sternen auf dem Hollywood Walk of Fame geehrt (je 1 Stern für Film, Gesangsaufnahme und Radio), er hinterließ seinen Fußabdruck im Zement bei Grauman’s Chinese Theater, erwarb 3 Goldene Schallplatten und war eingeladen, auf der dritten Inaugurationsfeier für Präsident Franklin D. Roosevelt zu singen.

## Filmografie
Filme mit Jeanette MacDonald sind mit einem Sternchen* gekennzeichnet:
- 1933: Handlebars (Singstimme, ungenannt)
- 1933: Broadway to Hollywood (ungenannt)
- 1933: Ich tanze nur für Dich (Dancing Lady)
- 1934: Student Tour
- 1935: Tolle Marietta (Naughty Marietta)*
- 1936: Rose-Marie*
- 1937: Maienzeit (Maytime)*
- 1937: Hoheit tanzt inkognito (Rosalie)
- 1938: Im goldenen Westen (The Girl of the Golden West)*
- 1938: Singende Herzen (Sweethearts)*
- 1939: Rivalen (Let Freedom Ring)
- 1939: Balalaika
- 1940: New Moon*
- 1940: Bitter Sweet*
- 1941: The Chocolate Soldier
- 1942: I Married an Angel*
- 1943: Phantom der Oper (Phantom of the Opera)
- 1944: Knickerbocker Holiday
- 1946: Make Mine Music, Sequenz The Whale Who Wanted to Sing at the Met (Erzähler, Gesangsstimmen)
- 1947: Ich kann mein Herz nur einmal verschenken (Northwest Outpost)